# Kremationstechniker
Kremationstechniker ist eine Berufsbezeichnung für technische, in Krematorien tätige Fachkräfte, die zur Erlangung dieser Bezeichnung eine Prüfung vor der HWK Düsseldorf erfolgreich abgelegt haben.

## Geschichte
Im Jahr 1878 wurde in Deutschland das erste Krematorium in Gotha eröffnet. Seit dieser Zeit gibt es den Berufsstand der „Kremationstechniker“. Dies sind technische Mitarbeiter, die in Krematorien arbeiten und die Dienstleistung der Einäscherung von Verstorbenen erbringen. Die fachgerechte Ausübung ihres Berufes mussten sich die technischen Mitarbeiter bislang überwiegend selbst aneignen. Sie partizipierten teilweise von Erfahrungswerten, die von Generation zu Generation weitergegeben wurden. Ansonsten beschränkte sich die Wissensvermittlung auf spezifische Unterweisungen durch den Anlagenhersteller der Einäscherungstechnik.

## Bezeichnungen
Für die technischen Mitarbeiter eines Krematoriums gibt es bislang keine einheitliche Bezeichnung. Im deutschen Sprachgebrauch werden Bezeichnungen wie Kremierer, Kremator oder Einäscherer verwendet. Im Bemühen um eine einheitliche Sprachbezeichnung wird in der VDI-Richtlinie 3891 „Emissionsminderung Einäscherungsanlagen“ der Begriff „Betriebswart (Einäscherungswart, Feuerbestatter)“ als Bezeichnung für das Bedienungspersonal festgelegt. Andere Bezeichnungen sind nach der o. g. Richtlinie zu vermeiden. Die Bezeichnung „Kremationstechniker“ wurde mit Aufnahme des gleichnamigen Ausbildungsganges im Jahre 2005 neu eingeführt. 

## Ausbildung
Ähnlich wie im gesamten Bestattungsbereich gab es im Feuerbestattungswesen bis 2004 keine umfassenden und übergreifenden Aus- und Weiterbildungsmöglichkeiten für die technischen Mitarbeiter. Durch den Bundesverband Deutsche Bestatter e.V. (BDB) mit Sitz in Düsseldorf wurde 2005 zum ersten Mal in der deutschen Krematoriumsgeschichte eine Fortbildung zum geprüften Kremationstechniker angeboten. Es handelt sich insofern nicht um eine eigenständige Berufsausbildung, sondern um eine Qualifizierungsmaßnahme. Zielgruppe der berufsbegleitend durchgeführten Fortbildung sind leitende Mitarbeiter eines Krematoriumbetriebes. Die Durchführung der Fortbildung erfolgt derzeit im Bundesausbildungszentrum der Bestatter in Münnerstadt. Sie endet mit Abschluss einer Prüfung vor der Handwerkskammer Düsseldorf.
Technische Lehrinhalte bilden den Schwerpunkt der Fortbildung. Das Fortbildungsprogramm schließt die Vermittlung von Kenntnissen in den Bereichen Kultur, Geschichte und Technologie der Feuerbestattung, branchenbezogenes Marketing, Planung und Bau von Krematorien ein. Neben Themen wie Immissionsschutz, Hygiene, Gesundheits- und Arbeitsschutz sind auch nicht-technische Sachgebiete wie Verwaltungsrecht oder Buchführung fester Bestandteil der Fortbildung.
Am 13. Juni 2006 bestanden die ersten 13 Teilnehmer ihre Prüfung. Es sind die bislang einzigen geprüften Kremationstechniker in Deutschland, die 128 Jahre nach der Eröffnung des ersten Krematoriums in Deutschland erstmals speziell für den Betrieb von Einäscherungsanlagen ausgebildet wurden.

## Berufsbild
Sichere und verantwortungsbewusste Fahrweise der Einäscherungstechnik. Mitarbeiter von Einäscherungsanlagen sind Dienstleister im Auftrage der Angehörigen und Partner der Bestattungsinstitute, zu ihrer Aufgabe zählt es weiterhin die frühzeitige Erkennung von Gefahrsituationen im laufenden Einäscherungsbetrieb unter Beachtung und Anwendung der gesetzlichen Normen.

## Qualitätssicherung
Mit der Einführung der Fortbildung zum Geprüften Kremationstechniker werden – ergänzend zur überwiegend betriebswirtschaftlich ausgerichteten Berufsausbildung als Bestattungsfachkraft – neue Qualitätsstandards im Bereich des Bestattungs-, Friedhofs- und Feuerbestattungswesens gesetzt. Sie werden sich in naher Zukunft sicherlich als anerkannte Qualitätsmerkmale im Bestattungsmarkt etablieren können.